# Malena (Vorname)
Malena ist ein weiblicher Vorname, welcher zugleich die schwedische und spanische Kurzform von Magdalena ist und „die aus Magdala Stammende“ bedeutet.

## Weiteres
Malena lässt sich auch auf die biblische Figur „Maria Magdalena“ zurückführen.

## Namensträgerinnen
- Malena Alterio (* 1974), argentinisch-spanische Schauspielerin
- Malena Cavo (* 1999), argentinische Handballspielerin
- Malena Córdoba (* 2005), argentinische Leichtathletin
- Malena Ernman (* 1970), schwedische Opernsängerin
- Malena Galván (* 2006), argentinische Leichtathletin
- Malena Josephsen (* 1977), faröische Fußballspielerin
- Malena Kuss (* 1940), argentinische Musikwissenschaftlerin
- Malena Morgan (* 1991; bürgerlich Carly Morrison), US-amerikanische Schauspielerin
- Malena Ortiz (* 1997), spanische Fußballspielerin
- Malena Ratner (* 1995), argentinische Schauspielerin und Tänzerin

Künstlername:
- Maléna (*  2007; bürgerlich Arpine Martojan), armenische Sängerin